# 蒙多维
蒙多维（義大利語：Mondovì）是意大利库内奥省的一个市镇。总面积87平方公里，人口22642人，人口密度260.3人/平方公里（2009年）。ISTAT代码为004130。